# Caulokaempferia appendiculata
Caulokaempferia appendiculata là một loài thực vật có hoa trong họ Gừng. Loài này được K.Larsen & Triboun mô tả khoa học đầu tiên năm 2002.